# Castelul Urspelt
Castelul Urspelt (în franceză Château d'Urspelt) este situat în micul sat Urspelt la aproximativ 3 km nord-est de Clervaux, în nordul Luxemburgului. Deși castelul are o istorie de cel puțin trei secole, clădirea de astăzi datează din 1860. După lucrări complete de restaurare și adăugiri, acesta a fost deschis recent ca hotel și centru de întâlniri.

## Istorie
Originile castelului datează de mai bine de 300 de ani, când era o mică proprietate de la țară. Apoi, în 1860, Amand Bouvier l-a extins considerabil. A fost amenajată o nouă grădină, acum unul dintre cele mai importante parcuri din zonă, cu bulevarde și ulmi. Când Bouvier a murit în 1900, a lăsat o moșie magnifică nepotului său Alfred Bouvier, dar el și urmașii săi nu au dat dovadă de mult interes pentru proprietate. În timpul celui de-al doilea război mondial, germanii au folosit castelul ca sediu central pentru nordul Luxemburgului, până când au fost obligați să-l abandoneze americanilor în timpul ofensivei din Ardeni, în iarna anului 1944. După război, castelul a decăzut și a fost folosit doar ca lojă de vânătoare. Spre sfârșitul secolului al XX-lea, clădirea pustie a fost invadată din ce în ce mai mult de arbuștii înconjurători.
În sfârșit, în august 2005, Freddy Lodomez a cumpărat proprietatea și s-a angajat imediat în lucrări de restaurare cuprinzătoare, care au continuat timp de trei ani, clădirea fiind amenajată ca hotel de lux. A fost găsit și renovat un puț vechi, care se pare că face parte dintr-o fortăreață din secolul al XI-lea. Un al doilea turn a fost adăugat la capătul îndepărtat al castelului pentru a adăposti un lift.